# 松吟寺 (常陸大宮市)
松吟寺（しょうぎんじ）は、茨城県常陸大宮市下町にある臨済宗東福寺派の寺院である。山号は稲荷山。

## 概要
臨済宗東福寺派大本山東福寺の直末（総本山直属の末寺）として、建治二年（1276年）に常陸国守護佐竹常陸介義胤公開基、開山は東福寺開山円爾弁円大和尚「勅諡　聖一国師」により開創された名刹である。山門は、元禄五年（1692年）に建てられた「木端葺唐風屋根四足門」である。また、常陸大宮市の文化財として指定されており、天保六年（1835年）の火災にも焼失を免れた。　

## 交通
JR水郡線「常陸大宮駅」下車、徒歩8分。
常磐自動車道「那珂IC」出口22分。

## 文化財
松吟寺山門'松吟寺古墳群'
上野小学校南南西の久慈川に東面する舌状台地上に分布している。神社の西側に土塁の跡がある。

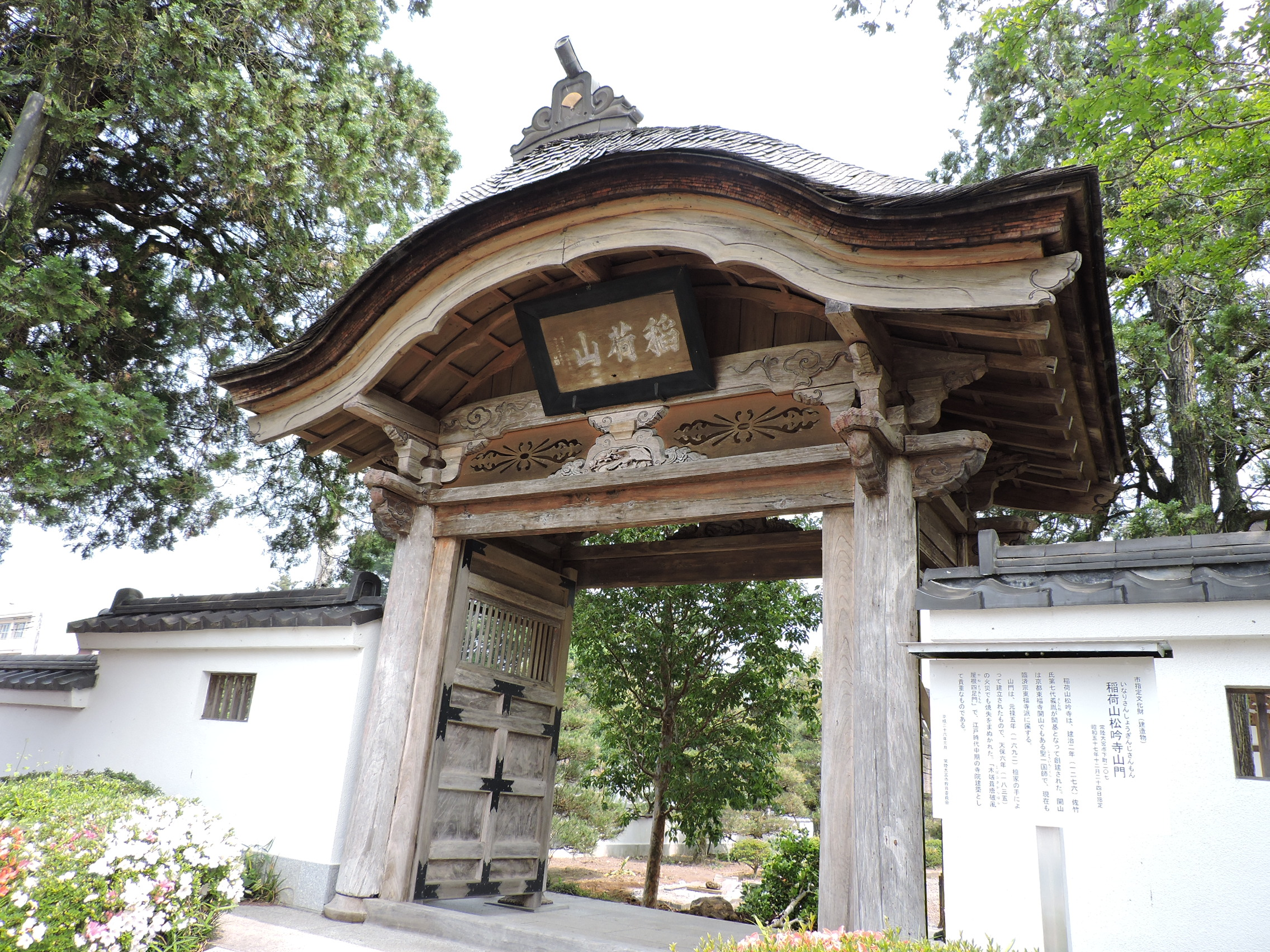
山門（文化財）

## 天保の火災
天保六年（1835年10月26日）火災により大半を消失したが現山門、御本尊、守護神御本体は消失を免れた。

## 一時は廃寺に
天保の火災から8年後の天保14年（1843年）には、水戸藩の廃仏毀釈の措置により廃寺・無住となる。その間、水戸藩主徳川頼房公が御参拝になられ鐘楼を寄進されている。しかし、その鐘楼も戦時中の「金属供出」により失われた。

## 廃寺からの復興
大本山東福寺派第二百九十九世管長　晦宗恵鏡大和尚を中興開山とし、昭和二十七年に本堂を再建、本山より「別格寺」の寺班を授けられ復興を遂げた。

## ギャラリー

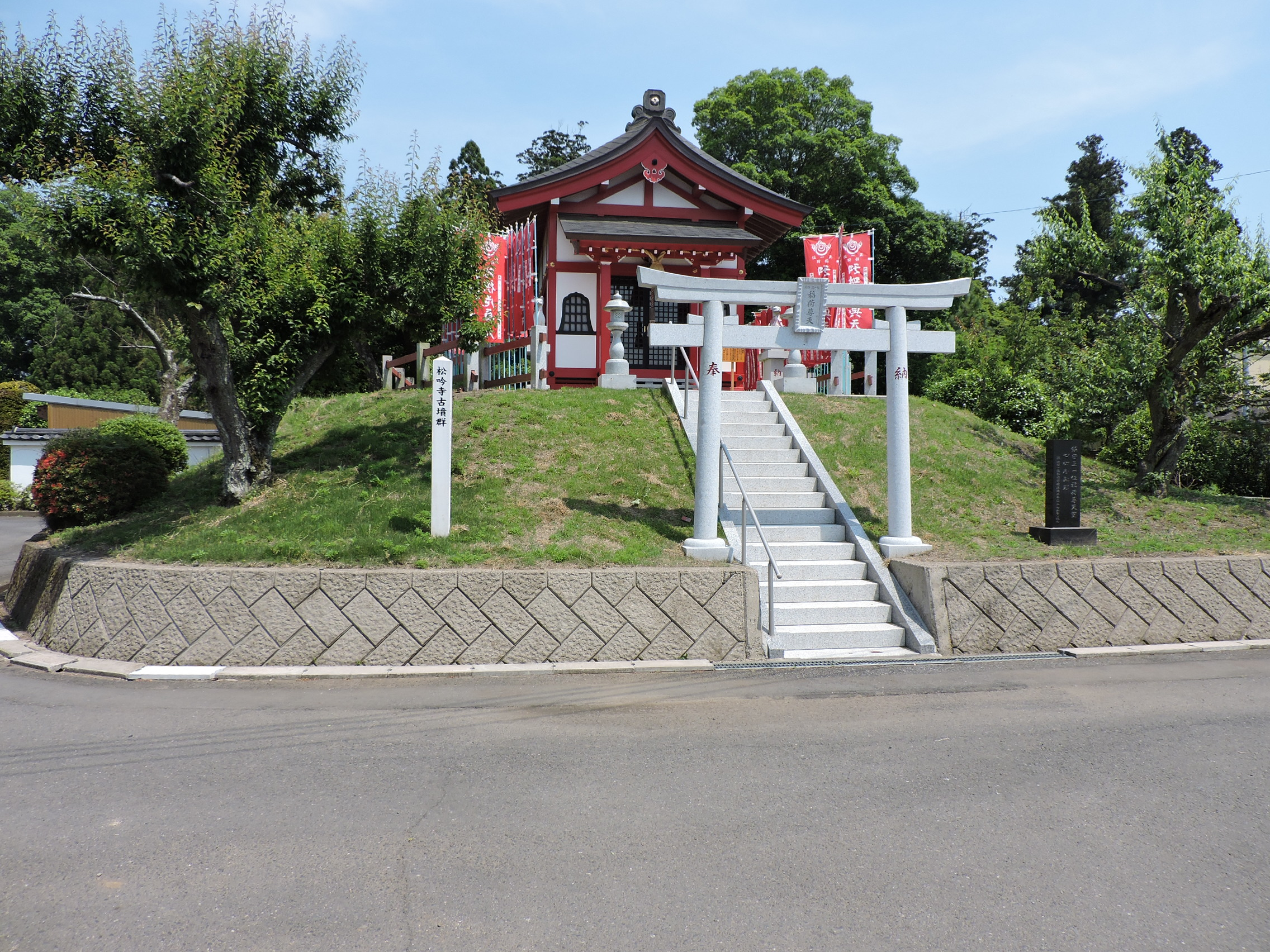
古墳群・稲荷堂
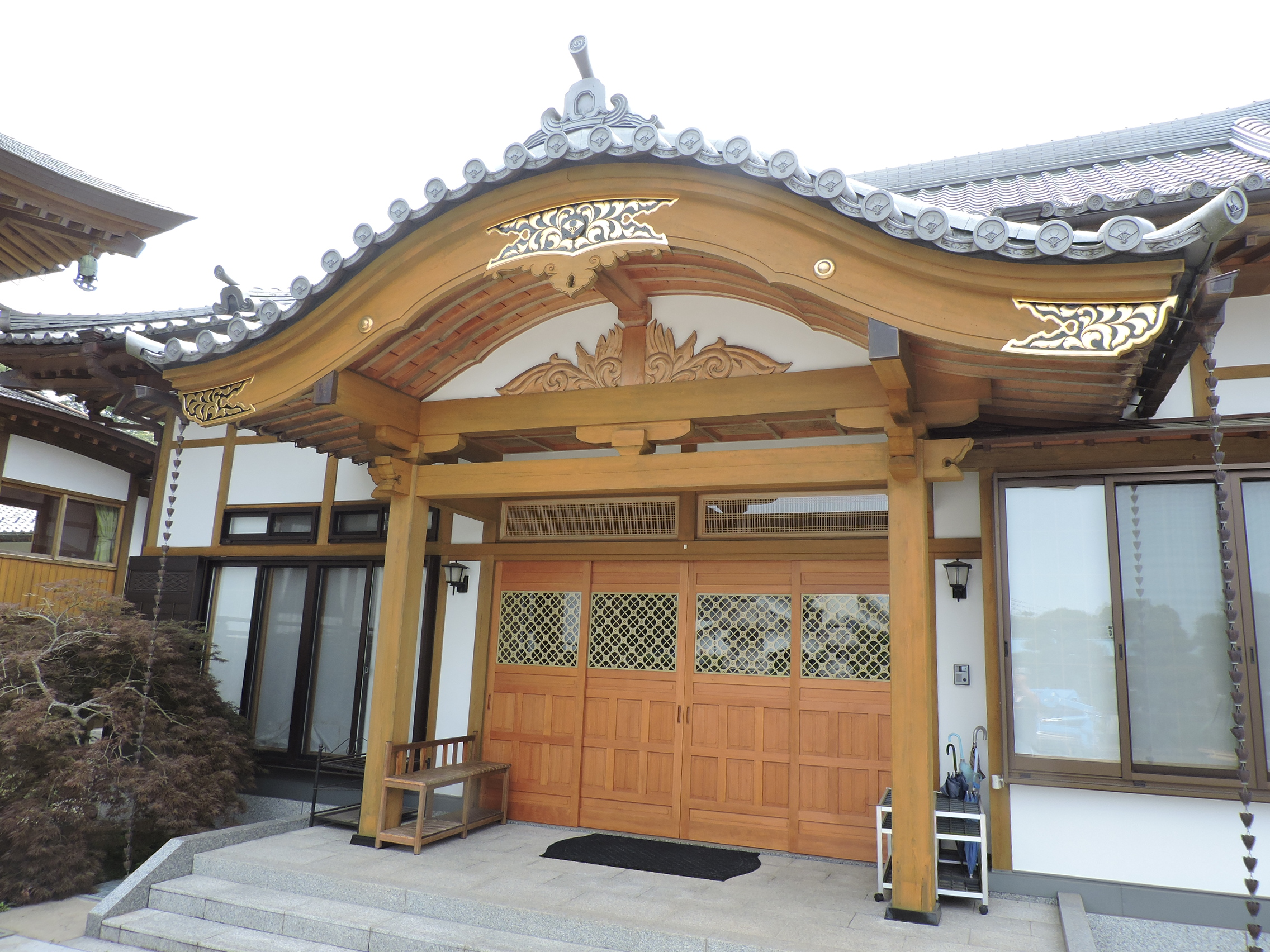
客殿
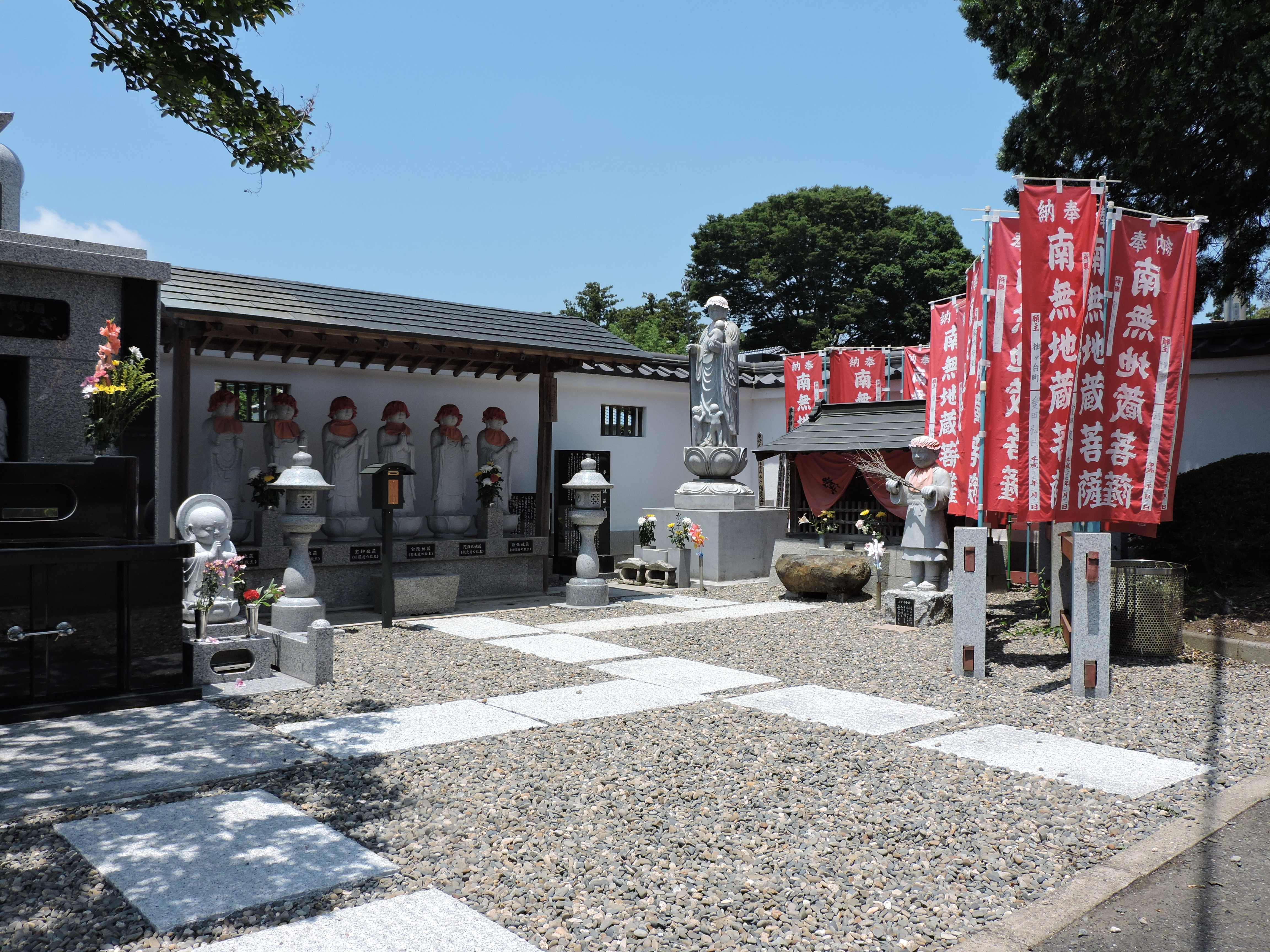
お地蔵さん
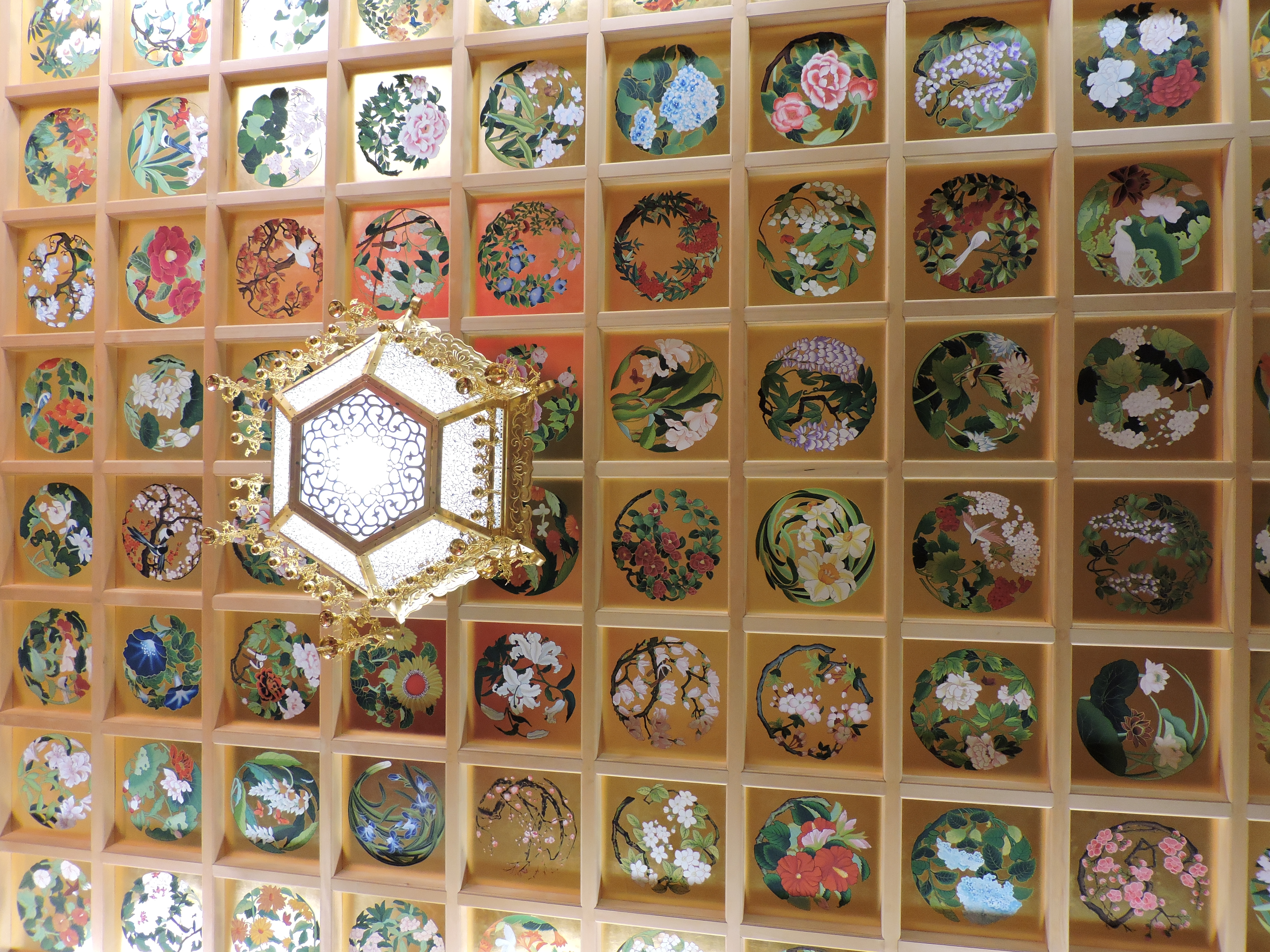
開山堂天井画
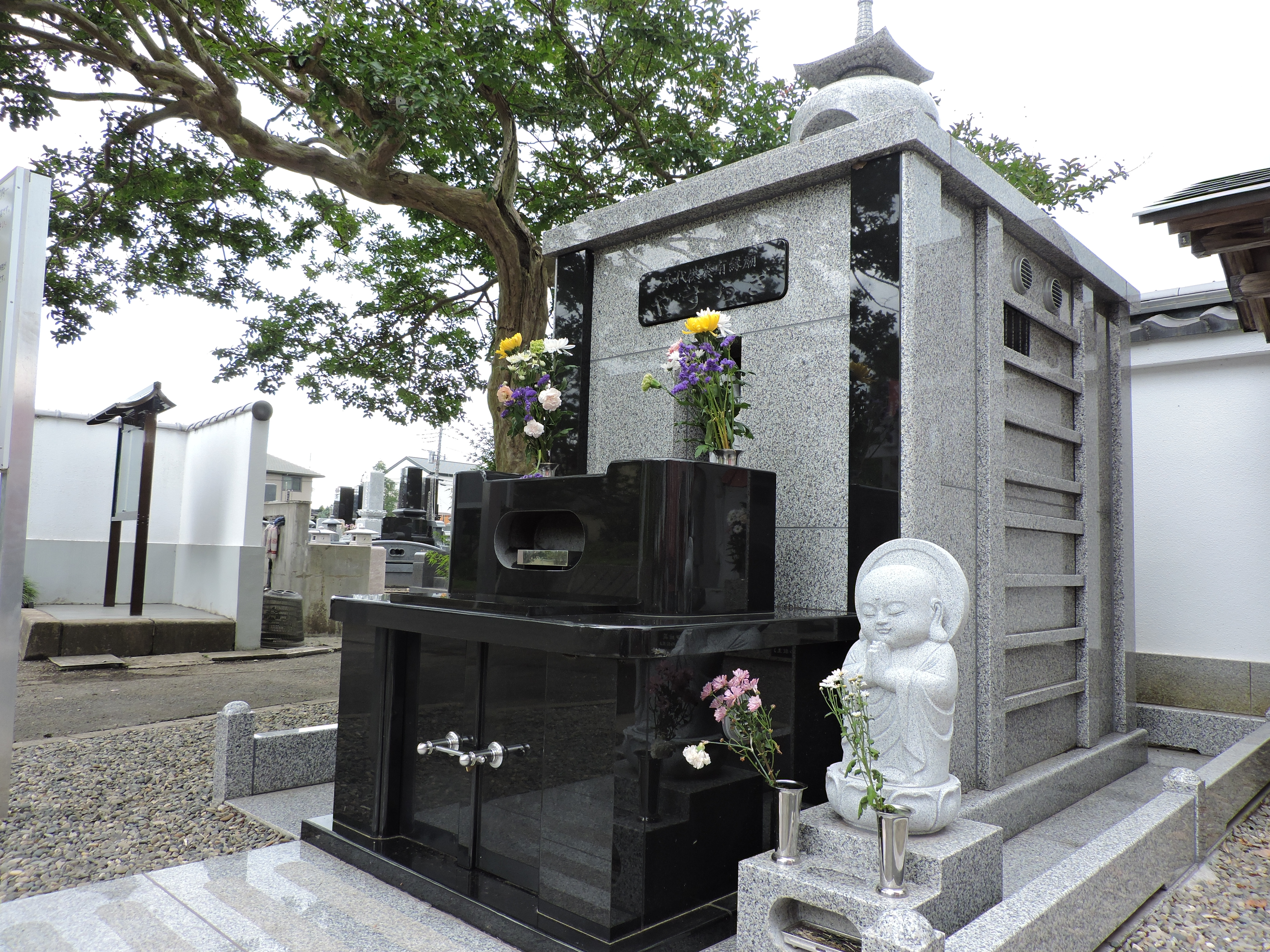
永代供養納骨堂